# Tachornis
Tachornis és un gènere d'ocells de la família dels apòdids (Apodidae). Aquests falciots habiten a la ecozona Neotropical.

## Taxonomia
Segons la classificació del Congrés Ornitològic Internacional (versió 2.5, 2010) aquest gènere està format per tres espècies:
- falciot de les palmeres cuaforcat (Tachornis furcata).
- falciot de les palmeres de les Antilles (Tachornis phoenicobia).
- falciot de les palmeres gros (Tachornis squamata).